# 商城路駅
座標: 北緯31度13分59秒 東経121度30分35秒 / 北緯31.23306度 東経121.50972度
商城路駅（しょうじょうろえき）は中華人民共和国上海市浦東新区に位置する上海地下鉄9号線の駅である。

## 駅構造
島式ホーム1面2線を有する地下駅。

## 歴史
- 2009年12月31日 - 開業。

## 隣の駅
上海軌道交通
■9号線
小南門駅 - 商城路駅 - 世紀大道駅